# Gustaf Salzenstein
Gustaf Adolf Salzenstein, född 10 oktober 1856 i Stockholm, död 11 mars 1939 i Hedvig Eleonora församling , Stockholm, var en svensk skådespelare.
Han är begravd på Norra begravningsplatsen utanför Stockholm.

## Filmografi
- 1920 – Mästerman
- 1922 – Vem dömer
- 1923 – Eld ombord
- 1928 – Synd
- 1930 – Fridas visor
- 1932 – Service de nuit
- 1934 – Uppsagd

## Teater

### Roller (ej komplett)
| År   | Roll                                     | Produktion                                                                 | Regi               | Teater                       |
| ---- | ---------------------------------------- | -------------------------------------------------------------------------- | ------------------ | ---------------------------- |
| 1876 | Amerikanen                               | Jorden runt på åttio dagar Jules Verne och Adolphe d'Ennery                | Axel Bosin         | Södra Teatern                |
| 1879 | Minos                                    | Orfeus i underjorden Jacques Offenbach, Hector Crémieux och Ludovic Halévy |                    | Mindre teatern               |
| 1881 | En brevbärare                            | Under förmälningshögtidligheterna Frans Hedberg                            |                    | Mindre teatern               |
| 1881 | Alphonse, Gardefeus betjänt              | Pariserliv Jacques Offenbach, Henri Meilhac och Ludovic Halévy             |                    | Mindre teatern               |
| 1882 | Wulka, en bulgar Achmet, menagerivaktare | Fatinitza Franz von Suppé, Friedrich Zell och Richard Genée                |                    | Mindre teatern               |
| 1882 | Fritz                                    | Öregrund-Östhammar Selfrid Kinmanson                                       |                    | Mindre teatern               |
| 1888 | José, barberare                          | Farinelli Hermann Zumpe, F. Wilibald Wulff och Charles Cassmann            |                    | Djurgårdsteatern             |
| 1888 | Förste järnvägsarbetaren                 | Hin och smålänningen Frans Hedberg                                         |                    | Djurgårdsteatern             |
| 1889 | En portvakt                              | Papageno Rudolf Kneisel                                                    |                    | Södra Teatern                |
| 1893 | Fängelsedirektören                       | Sylvi Minna Canth                                                          |                    | Svenska Teatern, Helsingfors |
| 1893 | Fruchsschwantz                           | Livet på landet Fritz Reuter                                               |                    | Svenska Teatern, Helsingfors |
| 1893 | Kandidat Matias Zetterholm               | Detektiven Pehr Staaff                                                     |                    | Svenska Teatern, Helsingfors |
| 1907 | En betjänt                               | Glada änkan Franz Lehár, Victor Léon och Leo Stein                         | Axel Bosin         | Oscarsteatern                |
| 1928 | En åhörare                               | Mary Dugans process Bayard Veiller                                         | Harry Roeck-Hansen | Blancheteatern               |